# کشتی سوخت‌رسان کلاس ویو
اویلر کلاس ویو (به انگلیسی: Wave-class oiler) یک کلاس از کشتی است که طول آن ۴۶۵ فوت (۱۴۲ متر) می‌باشد.